# Candida auris
Candida auris là một loài nấm được mô tả lần đầu tiên vào năm 2009, phát triển dưới dạng nấm men. Đây là một trong số ít các loài thuộc chi Candida gây bệnh nấm candida ở người. Thông thường, nhiễm nấm candida được mua tại bệnh viện bởi những bệnh nhân có hệ miễn dịch yếu. C. auris có thể gây nhiễm nấm candida xâm lấn (nấm máu) trong đó máu, hệ thần kinh trung ương và các cơ quan nội tạng bị nhiễm bệnh. Gần đây nó đã thu hút sự chú ý ngày càng tăng vì kháng nhiều loại thuốc. Điều trị cũng phức tạp vì nó dễ bị xác định nhầm là các loài Candida khác. C. auris được mô tả lần đầu tiên sau khi nó được phân lập từ ống tai của một phụ nữ Nhật Bản 70 tuổi tại Bệnh viện Lão khoa Tokyo Metropolitan ở Nhật Bản vào năm 2009. Vào năm 2011, Hàn Quốc đã chứng kiến những trường hợp mắc bệnh C. auris đầu tiên. Được biết, điều này lan rộng khắp Châu Á và Châu Âu, và lần đầu tiên xuất hiện ở Hoa Kỳ vào năm 2013. Phân tích DNA của bốn chủng Candida auris khác nhau nhưng kháng thuốc cho thấy sự phân kỳ tiến hóa diễn ra ít nhất 4.000 năm trước, với một bước nhảy vọt trong số bốn giống kháng thuốc có thể liên quan đến việc sử dụng thuốc chống nấm azole phổ biến trong nông nghiệp. 